# المرأة في التكنولوجيا الدولية
المرأة في التكنولوجيا الدولية هي منظمة تعمل على تعزيز إنجازات المرأة في مجال التكنولوجيا  وتقديم الدعم والفرص والإلهام. تأسست على يد كارولين ليغتون عام 1989 باعتبارها الشبكة الدولية للنساء في مجال التكنولوجيا. تمت إعادة تسميتها إلى جمعية WITI المهنية عام 2001 عندما عملت كجمعية تجارية للنساء في مجال التكنولوجيا.
تشتهر بإنتاج قاعة المشاهير العالمية للنساء في مجال التكنولوجيا، والتي تضم النساء اللاتي قدمن مساهمة كبيرة في مجال التكنولوجيا.
بدأت المنظمة من مجموعة بريد إلكتروني عام 1989، وبحلول عام 2012 نمت المجموعة إلى 2 مليون شخص وأصبحت المنظمة الرائدة للنساء في مجال التكنولوجيا.  مؤتمر المرأة في التكنولوجيا الدولية لعام 2014 والذي يستمر لمدة 25 عام هو Powering Up! وشمل المتحدثون جوين شوتويل، الرئيس والمدير التنفيذي للعمليات في سبيس إكس. عام 2022، أعلنت شركة Randstad Technologies عن شراكة مع WITI لمعالجة المجموعات غير الممثلة على أساس الجنس في مكان العمل وتشجيع الفتيات والنساء على متابعة التعليم والوظائف في مجال التكنولوجيا.

## تاريخها
أسست كارولين ليغتون منظمة WITI عام 1989، والتي تم إطلاقها في الأصل باسم الشبكة الدولية للنساء في مجال التكنولوجيا، بهدف تعزيز مسيرة النساء العاملات في جميع قطاعات الأعمال والتكنولوجيا، مع توفير الوصول إلى الآخرين - والحصول على الدعم منهم - في مجالات اهتمامهن. عام 2001 تطورت المنظمة إلى جمعية WITI المهنية. استجابة للطلب الدولي، تعمل اليوم كشركة تقدم مجموعة واسعة من الخدمات والمنتجات لأعضائها والشركاء المؤسسيين.

## التشبيك

### شبكة ومهارات القائمة على الصناعة
- المنتديات عبر الإنترنت والحضور الشخصي
- الوصول عبر الإنترنت إلى موارد الأعمال والمهن التكنولوجية
- التواصل مع خبراء الكفاءات الأساسية
- برامج التعرف على الأعضاء
- برامج الإرشاد عبر الإنترنت وخارجها
- فرص التحدث في WITI والفعاليات التابعة لها
- سوق لترويج أعمال أعضاء WITI